# Hello, Goodbye (chanson)
Pour les articles homonymes, voir Hello Goodbye.
Singles de The Beatles
All You Need Is Love / Baby, You're a Rich Man
(1967) Lady Madonna / The Inner Light
(1968)
Pistes de Magical Mystery Tour
I Am the Walrus
(6) Strawberry Fields Forever
(8)
Hello, Goodbye est une chanson des Beatles publiée en single en novembre 1967, concomitamment  à la sortie de leur album  Magical Mystery Tour sur le marché américain. C'est une composition de Paul McCartney, bien qu'elle soit signée Lennon/McCartney. Elle traite dans un style enfantin de la dualité entre les choses, McCartney énonçant un point positif tandis que l'interlocuteur qu'il fait parler énonce son opposé négatif.

Logo des Beatles

L'enregistrement se répartit sur plusieurs séances, le groupe ayant recours à multiples instruments : piano, guitares, percussions diverses, avant de compléter le tout par deux joueurs d'alto. La chanson se clôt sur une improvisation du groupe. Les Beatles tournent également une vidéo promotionnelle qui est diffusée aux États-Unis où on les voit accoutrés dans les habits du Sgt. Pepper's Lonely Hearts Club Band.
La chanson est dans un premier temps publiée en single, avec en face B I Am the Walrus, au grand dam de John Lennon qui trouve la chanson sans intérêt. Le disque atteint pourtant rapidement le sommet des charts. Aux États-Unis, elle est également publiée sur l'album Magical Mystery Tour et est depuis disponible sur toutes les éditions de ce disque. Elle a fait l'objet de nombreuses reprises.

## Historiquement

### Composition
Hello, Goodbye est une composition de Paul McCartney, comme en témoigne l'assistant de Brian Epstein, Alistair Taylor. Un jour où il demande au Beatle comment il procède pour composer une chanson, ce dernier l'emmène près d'un harmonium, commence à jouer, et lui demande de citer les mots contraires de ceux qu'il prononce. « Je ne me souviens pas du tout de la musique. Il faut que vous compreniez que les musiques étaient aussi courantes autour des Beatles que les chenilles en mai : certaines deviennent de magnifiques papillons, d'autres se dessèchent et meurent. Je ne sais pas si Paul a vraiment composé sa chanson à mesure qu'il avançait, où s'il l'avait déjà en tête. Quoi qu'il en soit, quelques jours plus tard, il est arrivé au bureau avec une maquette du nouveau 45 tours : Hello Goodbye ».
McCartney confirme en 1994 : « Hello Goodbye était une de mes chansons. Il y a une influence des Gémeaux dedans je pense — les jumeaux. C'est un thème tellement profond de l'univers, la dualité — homme femme, noir blanc, haut bas, vrai faux, levé baissé, bonjour au revoir — que ça a été une chanson très facile à écrire. C'est juste une chanson sur la dualité, avec moi qui évoque le point le plus positif. Vous dites au revoir, je dis bonjour. Vous dites stop, je dis en avant. Je défendais le côté le plus positif de la dualité, et je le fais toujours aujourd'hui. » Le message, dans sa simplicité, est conçu pour s'adresser à une immense masse de personnes, dans la lignée du single précédent, All You Need Is Love.
Le public de 1967, en pleine quête de symbole, cherche pourtant un sens caché plus profond à la chanson, ce à quoi McCartney répond : « La réponse est que tout est simple. C'est une chanson qui parle de tout et de rien. Si tu as le noir, alors tu dois avoir le blanc. C'est ce qui est extraordinaire dans la vie. » Quant à John Lennon, il se montre très déçu par la chanson, expliquant en 1980 : « C'est une autre de McCartney. Une tentative pour écrire un single. Ce n'était pas un morceau génial. »

### Enregistrement
L'enregistrement débute le 2 octobre 1967 aux Studios EMI d'Abbey Road. Le groupe termine alors le travail sur son prochain EP, Magical Mystery Tour, avant de se lancer dans 16 prises préparatoires, qui consistent en réalité à enregistrer la piste rythmique. Ce jour-là sont donc enregistrées la batterie, l'orgue, le piano et les diverses percussions (congas, bongos, tambourin...). Dès la première prise, il est convenu que la chanson se finira sur une reprise, qui est à ce moment intitulé « Maori finale » (« le final Maori »). La chanson elle-même est à l'époque nommée Hello, Hello.
La séance suivante survient le 19 octobre pour rajouter le chant de McCartney (parfois doublé ou étoffé avec de l'écho) et les guitares de Lennon et Harrison. Le lendemain est une séance particulière puisque seuls sont enregistrés des musiciens venus de l'extérieur. La séance fait tout d'abord intervenir des flûtes pour The Fool on the Hill, puis sont enregistrés les parties d'alto pour ce qui est encore Hello, Hello. L'un des musiciens rapporte : « Tous les Beatles étaient là. L'un d'eux était assis par terre dans ce qui ressemblait à un pyjama, en train de dessiner avec des crayons sur un morceau de papier ». Tandis que l'autre ajoute : « Paul McCartney bricolait au piano, et George Martin était assis à côté de lui, transcrivant ce que Paul jouait ».
Le 25 octobre, McCartney enregistre sa partie de basse. Comme souvent depuis Sgt. Pepper's Lonely Hearts Club Band, il a l'habitude de travailler ces parties là en studio en fin de soirée, après l'enregistrement du reste de la chanson. Une seconde partie de basse est enregistrée le 2 novembre, puis surviennent les premiers mixages. Le mixage définitif est réalisé le 6 novembre.
Si John Lennon s'est montré très critique envers la chanson, il reconnaît cependant de grandes qualités à sa fin improvisée. McCartney lui-même se souvient, en 1988 : « De l'enregistrement, je me souviens de la fin où il y a une pause, puis ça fait « Heba, heba hello ». On avait ces mots et on avait tout enregistré, mais ça ne sonnait pas tout à fait bien, et je me souviens avoir demandé à Geoff Emerick si on pouvait rehausser un grand coup l'écho sur les toms. Et on l'a vraiment augmenté, et c'est tout simplement devenu vivant. On l'a Phil Spectorisé. »

### Parution et reprises
Bien qu'on entende Hello, Goodbye dans le téléfilm Magical Mystery Tour, elle n'est pas incluse dans le double E.P. mais publiée en face A du single le 24 novembre au Royaume-Uni, couplée à I Am the Walrus, une chanson de la trame sonore, publiée la même journée. John Lennon se montre assez déçu de voir son titre relégué à la face B, trouvant sa propre chanson plus intéressante. Il déclare : « Elle a fini en face B de Hello, Goodbye, vous y croyez ? ». Ceci n'empêche pas le single de monter en tête des charts et d'y rester durant sept semaines, en se vendant à plus de 500 000 d'exemplaires lors de ses trois premières semaines, et trois millions d'exemplaires en tout.
Aux États-Unis, elle paraît le 27 novembre, à la fois sur le single et sur l'album Magical Mystery Tour publié par Capitol Records. La version américaine de l'album séduit rapidement le public et intègre la discographie officielle au milieu des années 1970.
En France, le titre prend la tête du hit-parade en janvier 1968 et reste durant douze semaines dans le top 10,. Le single s'est vendu à  285 000 exemplaires.
Le marché américain découvre également le 26 novembre, dans le Ed Sullivan Show, les images du clip promotionnel tourné pour l'occasion. Le tournage a lieu le 10 novembre au Saville Theatre (en) de Londres (qui appartenait à Brian Epstein, mort durant l'été), sous la direction de Paul McCartney. Celui-ci raconte : « J'ai dit « Écoutez, on peut trouver un théâtre quelque part ? Par exemple celui de Brian ? Il est vide une minute ou deux ? Un après-midi ? Bien sûr, génial. » Donc on y est allés, on a emmené quelques filles en jupes hawaïennes, on a sorti les costumes de Sgt. Pepper et j'ai commencé : « Filmez ça ! Faites ça un moment maintenant ! Filmons par là ! Zoomez sur lui ! Laissez faire les filles ! Revenez là ! Sortez un grand angle ! On va monter ça, on va le faire marcher. » C'était très improvisé. Sympa de faire un truc comme ça. » Le groupe est aussi filmé portant leur costumes de scène gris sans collet de style Pierre Cardin datant de 1963. 
Le clip rencontre cependant un problème : les syndicats de musiciens interdisent en effet le play-back à la télévision. Pour contourner le problème, McCartney fait refaire un mixage spécial le 15 novembre afin de supprimer les parties d'alto, les joueurs n'étant pas présents à l'écran, afin de duper la censure. Cependant, le play-back du chant des Beatles n'étant pas dissimulable, le projet avorte et la vidéo n'est pas diffusée au Royaume-Uni. On peut aujourd'hui retrouver ce clip dans la réédition de la compilation 1, où figurent les 27 chansons qui ont atteint la première place des charts britanniques ou américains, et deux autres versions dans le second DVD de la compilation 1+. En 2023, certaines séquences de ce tournage sont utilisées par Peter Jackson dans son vidéoclip de la chanson Now and Then.
La chanson apparaît également dans la compilation The Beatles 1967-1970 et une version alternative est présente sur Anthology 2.
Elle a été reprise par les acteurs de la série télévisée Glee dans le 14e épisode de la première saison.

## Fiche technique

### Interprètes
- Paul McCartney : chant, basse, piano, bongos, congas
- John Lennon : chœurs, orgue, guitare solo
- George Harrison : chœurs, guitare solo
- Ringo Starr : batterie, maracas, tambourin
- Kenneth Essex : alto
- Leo Birnbaum : alto

### Équipe de production
- George Martin : producteur
- Geoff Emerick : ingénieur du son
- Ken Scott : ingénieur du son